# Xserve RAID

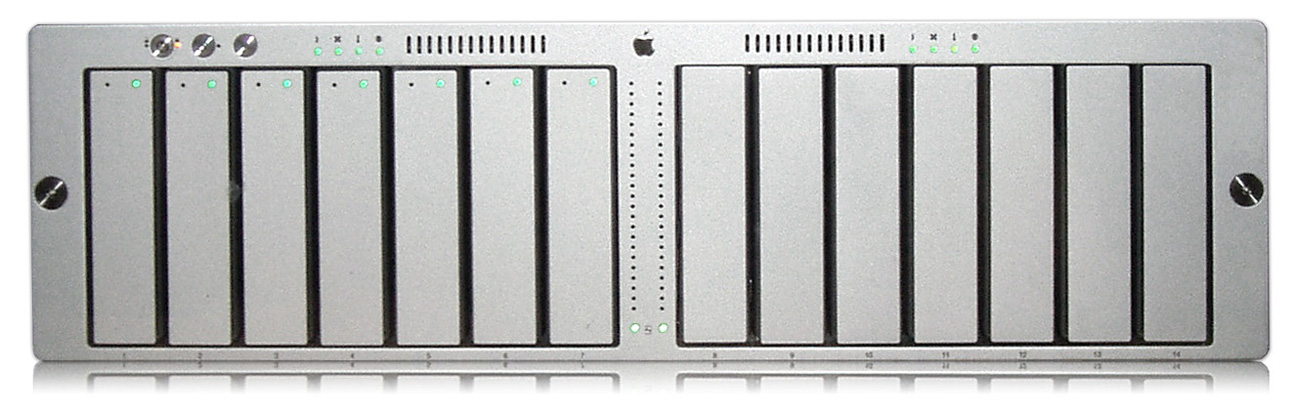
Xserve RAID

Xserve RAID 是蘋果電腦已停止生產的機架型大量儲存媒體。最後發佈的型號可以支援最多14個熱抽換（熱插拔）的IDE硬碟機，最大容量是7TB，支援多種版本的磁碟陣列。機架高度是 3U。其內建有兩個光纖通道埠（Fibre Channel）供資料傳輸用，以及一個乙太網路埠給遠端管理使用。它也有備援的散熱單元／電源供應器，以及磁碟陣列控制器。

## 外部連結
- Apple: Xserve Raid （页面存档备份，存于）